# Мефодий (Муждека)
Епископ Мефодий (серб. Епископ Методије, в миру Милан Муждека; 2 февраля 1912, село Хайтич, Хорватия — 20 февраля 1977, Белград) — епископ Сербской православной церкви, епископ Тимокский.

## Биография
После окончания начальной школы и гимназии в Глине он поступил в шестиклассную духовную семинарию в городе Битоль.
В 1939 году окончил православный богословский факультет в Белграде и в Монастыре Раковица близ Белграда принял монашество с именем Мефодий. В том же году он был рукоположен в сан иеродиакона, затем — в сан иеромонаха.
С 1939 года состоял преподавателем Призренской духовной семинарии. В 1941 году после прекращения занятий в Призренской семинарии был назначен на должность законоучителя гимназии в Белграде. Тогда же стал профессором.
В 1947 году был возведён в сан протосингела и назначен на должность профессора возрождённой семинарии в городе Призрене.
C 1951 года преподавал в духовной семинарии святого Саввы в Белграде. 
В 1955 году был возведён в достоинство архимандрита, назначен ректором духовной семинарии в Призрене и находился на этом посту 16 лет, до избрания во епископа Тимокского в 1971 году.
В начале июля 1969 года архимандрит Мефодий посетил Русскую Православную Церковь и поклонился её святыням.
4 июля 1971 года в Патриаршем кафедральном соборе Белграда был хиротонисан во епископа Тимокского. Хиротонию совершил Патриарх Сербский Герман в сослужении с епископом Жичским Василием (Костичем) и епископом Рашко-Призренским Павлом (Стойчевичем). В тот день он произнёс блестящую проповедь впервые как архиерея Сербской Церкви. Интронизацию епископа Мефодия на Тимокскую кафедру в городе Заечаре 18 июля того же года совершил епископ Шумадийский Валериан (Стефанович).
В начале 1973 года владыка Мефодий заболел и долго не управлял Тимокской епархией. Во время болезни его несколько месяцев замещал Патриарх Герман, затем епископ Рашко-Призренский Павел (Стойчевич) и патриарший викарий епископ Марчанский Даниил (Крстич). В Белграде болящего епископа Мефодия часто посещали Патриарх Герман и другие архипастыри Сербской Церкви, члены Священного Синода, многие сербские священники, ученики владыки Мефодия по семинариям. В апреле 1975 года епископ Мефодий послал Священному Синоду извещение о выздоровлении, и Священный Архиерейский Собор в мае того же года вновь направил его в Тимокскую епархию.
В Сербской Церкви епископ Мефодий считался большим знатоком Священного Писания, которое знал почти наизусть, особенно Новый Завет.
Скончался 20 февраля 1977 года в Белграде. Отпевание владыки Мефодия состоялось в городе Заечаре, а погребение — в возобновленном им Монастыре Буково близ города Неготин.